# Foreign Affairs (musikalbum)
Foreign Affairs är ett album gjort av Tom Waits 1977.

## Låtlista
Låtarna skrivna av Tom Waits, där inget annat namn anges.
1. "Cinny's Waltz"
2. "Muriel"
3. "I Never Talk To Strangers"
4. "Jack & Neal/California, Here I Come" ("California Here I Come" skriven av Joseph Meyer, Al Jolson och Buddy De Sylva)
5. "A Sight For Sore Eyes"
6. "Potter's Field"
7. "Burma-shave"
8. "Barber Shop"
9. "Foreign Affairs"